# エドワード・スミス＝スタンリー (第14代ダービー伯爵)
第14代ダービー伯爵エドワード・ジョージ・ジェフリー・スミス＝スタンリー（英語: Edward George Geoffrey Smith-Stanley, 14th Earl of Derby, KG, GCMG, PC, PC (Ire)、 1799年3月29日 - 1869年10月23日）は、イギリスの政治家、貴族。
保守党とピール派の分裂後にロバート・ピールに代わって保守党党首となり、3度にわたって首相（1852年、1858年 - 1859年、1866年 - 1868年）を務めた。しかしいずれも少数与党の短命政権であり、事実上選挙管理内閣だったため、庶民院院内総務の地位にあったベンジャミン・ディズレーリが政局を主導するところが多く、影の薄い首相だった。1868年に退任し、ディズレーリが保守党党首・首相の地位を継承した。
1834年から1844年まではスタンリー卿（Lord Stanley）の儀礼称号を使用し、1844年にビッカースタッフのスタンリー男爵（Baron Stanley of Bickerstaffe）を、1851年にはダービー伯爵位を、それぞれ継承した。

## 概要
第13代ダービー伯爵エドワード・スミス＝スタンリーの長男。イートン校を経てオックスフォード大学クライスト・チャーチへ進学する（→生い立ち）
大学在学中の1820年に庶民院議員に初当選した。はじめはホイッグ党の議員だった。1827年にトーリー党自由主義派のジョージ・カニングを首相とする内閣に陸軍・植民地省政務次官として参加した。1830年のグレイ伯爵を首相とするホイッグ党政権にもアイルランド担当大臣、のち陸軍・植民地大臣として入閣したが、1834年にはグレイ伯爵のアイルランド国教会の歳入を社会保障に回す政策に反発して辞職した（→ホイッグ党議員時代）
その後ホイッグ党右派を引き離れて分党し、ダービー派を形成したが、1837年夏の総選挙で議席を落とす（→独立会派時代）。以降保守党（旧トーリー党）へ接近し、1837年に同党に入党した。1841年の保守党政権ロバート・ピール内閣には陸軍・植民地大臣として入閣。1844年には繰上勅書でビッカースタッフのスタンリー男爵を継承し、貴族院へ移籍した（→保守党中堅議員時代）。
1845年にピール首相が穀物法を廃止して穀物の自由貿易を行おうとしたことに反対した。最終的に穀物法は廃止されるも、ピールらがピール派を立ち上げて保守党を去ったため、代わって保守党党首に就任した。1851年に父の死でダービー伯爵位を世襲する（→保守党党首に）。
ベンジャミン・ディズレーリを保守党庶民院院内総務に任じて、庶民院対策を一任し、1852年にジョン・ラッセル卿のホイッグ党政権を倒して第1次内閣を組閣した。しかし少数与党政権だったので、大蔵大臣として入閣したディズレーリの予算案が否決されたことで、同年のうちに総辞職することとなった（→第1次ダービー伯爵内閣）。
1858年、ホイッグ党政権パーマストン子爵内閣が議会で敗れて総辞職したため第2次内閣を組閣したが、やはり少数与党政権なので1859年には議会で敗北して総辞職に追い込まれた（→第2次ダービー伯爵内閣）
1865年にラッセル伯爵内閣が選挙法改正法案をめぐって議会で敗北したことで、第3次内閣を組閣した。第1次、第2次同様に少数与党政権であったが、ディズレーリの主導により第2次選挙法改正を達成した。ダービー伯爵はこの法案の貴族院の通過にとりわけ大きな貢献をした（→第3次ダービー伯爵内閣）。
1868年に病気のため、ディズレーリに首相職を譲って退任、その翌年に死去した（→死去）。

## 生涯

### 生い立ち

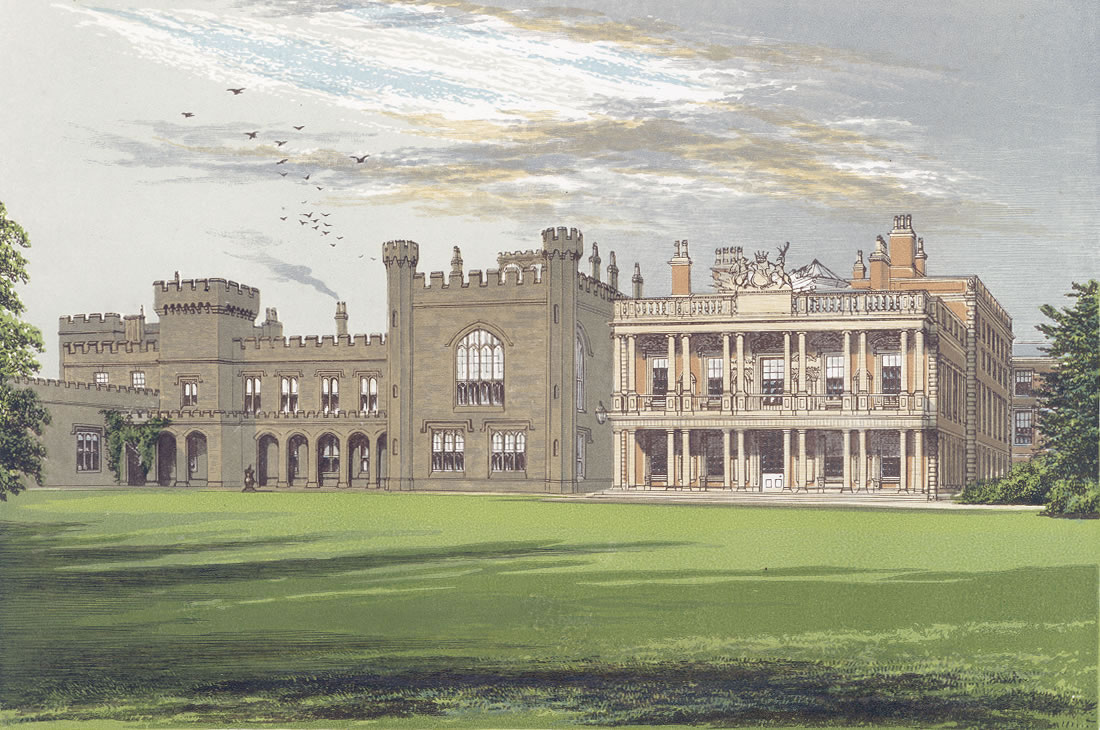
ダービー伯爵家の自邸ノウズリー・ホール。

ランカシャーのダービー伯爵家の自邸ノウズリー・ホールに生まれる。父はスタンリー卿エドワード・スミス＝スタンリー（後の第13代ダービー伯爵。この頃は襲爵前でスタンリー卿の儀礼称号を使用していた）。母はウィニック教区牧師ジェフリー・ホーンビーの娘シャーロット。
イートン校を経てオックスフォード大学クライスト・チャーチへ進学。学生時代から作詞に熱心で、これは生涯にわたるエドワードの趣味となった。

### ホイッグ党議員時代
大学在学中の1820年にストックブリッジ選挙区から庶民院議員選挙に出馬して初当選。ダービー伯爵家は代々ホイッグ党支持であり、エドワードも公式にはそう称していたが、彼は独自の判断で行動した。とりわけイングランド国教会を守りたいと思っていたのでホイッグ党とは相容れない部分もあった。
1824年にエドワード・ブートル＝ウィルブリアムの娘エマと結婚し、彼女との間に長男エドワード（第15代ダービー伯爵）と次男フレデリック（第16代ダービー伯爵）、他一女を儲けた。
1827年にトーリー党自由主義派のジョージ・カニング内閣に陸軍・植民地省政務次官として参加したが、その後、トーリー党保守派のウェリントン公爵が首相となったために辞職した。この際にエドワードは「私がトーリー党政権を代表するのはカニングのようなトーリー党リベラル派が政権を握ったときのみである」と宣言した。
1830年、半世紀にわたったトーリー党政権が倒れ、グレイ伯爵のホイッグ党政権が誕生すると、そのアイルランド担当大臣として入閣した。合同法廃止を求めるアイルランド独立運動家ダニエル・オコンネル議員と庶民院において激しく激闘した。一方でアイルランドに無宗派の学校を次々と創設することでプロテスタントとカトリックの教育をめぐる争いの解消を目指した。
1833年3月に陸軍・植民地大臣に栄転し、大英帝国植民地における奴隷貿易廃止に尽力した（イギリス本国における奴隷貿易は1807年に禁じられていたが、植民地ではいまだ合法であった）。
しかし1834年5月にはアイルランド国教会の歳入を社会保障費に転換しようというグレイ伯爵の政策に反対して陸軍・植民地相を辞職した。
以降エドワードはホイッグ党から離れていくことになるが、これは彼の父スタンリー卿、祖父第12代ダービー伯爵からも賛同を得た上でのことであった。彼らスタンリー家3代によれば、自分たちがホイッグ党の本道から離れたのではなく、ホイッグ党の方がホイッグ党の本道にいる自分たちから離れたのだという。

### 独立会派時代
エドワードがホイッグ党を離党すると、80名ほどのホイッグ右派がそれに従ってホイッグを離党した。その後、彼らはダービー派と呼ばれる独立会派を形成するようになり、トーリーとホイッグの間に立つ第三党を目指すようになった。
1834年10月に祖父である第12代ダービー伯爵が死去し、父が第13代ダービー伯爵位を継承したことで、以降エドワードはスタンリー卿（Lord Stanley）の儀礼称号を使用するようになった。
スタンリー卿とその会派は、1834年12月に成立した保守党政権の第1次ピール内閣を支持した。しかし同内閣は野党の結集で1835年4月にも倒閣された。続いて成立したメルバーン子爵率いるホイッグ党政権から入閣要請を受けたが、メルバーン子爵がアイルランド独立運動家オコンネルに譲歩する構えだったのでスタンリー卿は入閣を拒否した。
1837年夏にヴィクトリア女王の即位に伴う解散総選挙が行われたが、スタンリー卿の会派は60議席に落ち込んだ。これにより独自会派のままでは議会のキャスティング・ボートを握れる可能性が低くなった。そのためスタンリー卿は保守党と合流することを決意した。

### 保守党中堅議員時代
1837年12月に正式に保守党に入党した。

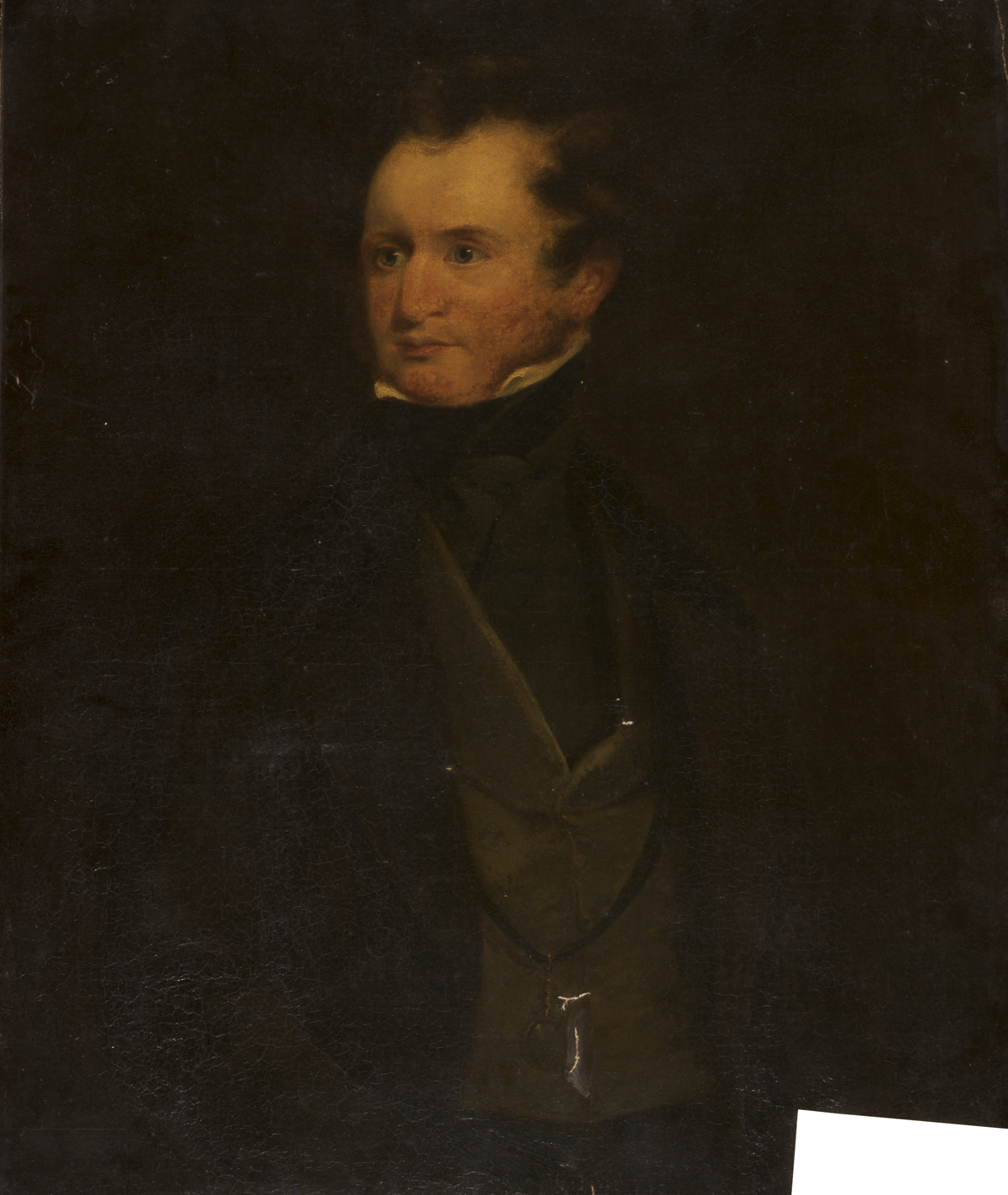
1844年の肖像画(トマス・ヘンリー・イリッジ画)

1841年に誕生したロバート・ピール保守党政権に再び陸軍・植民地大臣として入閣した。阿片戦争の最終局面を指導して清に南京条約を締結させることに成功した。また英領カナダとアメリカ合衆国の緊張の高まりを緩和してアメリカとの戦争を回避することにも成功した。
スタンリー卿は保護貿易主義者であり、野党ホイッグ党や首相ピールが検討していた穀物法廃止には反対の立場であったが、植民地と本国間の関税を軽減することには賛成であり、カナダ産小麦の関税を下げるカナダ穀物法を通している。
1844年10月に繰上勅書により、父のビッカースタッフのスタンリー男爵（Baron Stanley of Bickerstaffe）の称号で貴族院へ移籍した。
1845年夏にアイルランドで発生したジャガイモ飢饉により、野党を中心にパンの値段を下げるため穀物関税を定めている穀物法廃止の機運が高まり、11月にピール首相も穀物法を廃止の方針を表明した。しかし地主が多く所属する保守党内の抵抗勢力から激しい抵抗を受けた。スタンリー男爵もバクルー公爵とともに反対した。ピールは2人を説得できず、内閣は一度総辞職した。しかし女王が大命を与えたホイッグ党のジョン・ラッセル卿が組閣に失敗したため、再度ピールに大命があり、12月にスタンリーとバクルー公爵の2人だけを除いた以前と同じ顔触れの内閣を発足させた（スタンリー男爵の後任はウィリアム・グラッドストンだった）。
以降、スタンリー男爵は貴族院における反ピール運動の中心的人物となった。一方、庶民院でその運動を主導したのはベンジャミン・ディズレーリとジョージ・ベンティンク卿だった。

### 保守党党首に
穀物法廃止法案は保守党内自由貿易派と野党のホイッグ党や急進派の賛成多数により可決されたものの、保守党内には埋めがたい溝ができ、ディズレーリやベンティンク卿は野党勢力と連携して1846年6月にアイルランド強圧法を否決することでピール内閣を総辞職に追い込んだ。
ロバート・ピール以下、保守党内の自由貿易派議員112名は保守党を離党してピール派を結成した。これによってウィリアム・グラッドストンなど閣僚や政務次官経験者はほぼすべてピール派に流れていった。
7月18日の保守党両院議員による晩餐会が開かれ、その席上でスタンリー男爵が保守党全体の党首、ベンティンク卿が保守党下院院内総務と定められた。
ヴィクトリア女王は辞職したピールに代わってスタンリー男爵に大命を与えようとしたが、彼は党の実務経験者がすべてピール派に移っていたことから組閣は不可能と判断して、ホイッグ党とピール派に連立政権を作らせるよう助言し、その結果ジョン・ラッセル卿が組閣することとなった。
1851年春に父第13代ダービー伯爵が死去し、52歳にして第14代ダービー伯爵位を継承した。

### 第1次ダービー伯爵内閣
ホイッグ党政権は首相ジョン・ラッセル卿とラッセルに解任された外相パーマストン子爵の内紛にディズレーリが付け入る形で崩壊した。その後を受けて1852年2月にダービー伯爵が大命を受けた。
第1次ダービー伯爵内閣は大臣・枢密顧問官経験者がわずか3人の内閣で、後は全員新顔だった。そのため「誰?誰?内閣」と呼ばれた。
1852年7月の総選挙で保守党は議席を伸ばしたが、過半数には今一歩で届かなかったため、11月に議会が始まれば倒閣されることを覚悟せねばならなかった。
10月にオックスフォード大学総長（Chancellors of the University of Oxford）に就任した。
12月には庶民院でディズレーリの予算案が庶民院で否決され、内閣総辞職を余儀なくされた。ピール派のアバディーン伯爵内閣にとって代わられた。

### 第2次内閣までの野党時代
以降5年にわたって野党党首時代を送った。この間、保守党庶民院院内総務ディズレーリは政権に対して徹底対決路線をとったが、一方ダービー伯爵はピール派を保守党に呼び戻したいという意図から徹底対決路線を避けようとした。
クリミア戦争については、アバディーン伯爵がはじめからフランスを支持するとロシア皇帝に通達しておけば、恐らくロシアはバルカン半島への侵攻など企まなかったであろうと主張して、アバディーン伯爵政権の優柔不断な外交を批判した。しかし開戦後は挙国一致体制のためとして、原則として政府の戦争遂行を支持するという立場をとった。
首相がホイッグ党のパーマストン子爵に代わった後の1856年に勃発したアロー戦争については、「私は弱者を擁護する者である。強大なイギリスに対して弱き中国のために一助を惜しまぬものである」として戦争反対を表明した。一方、ディズレーリは国民の愛国ムードを敏感に感じており、これを争点にしても勝ち目はないと正しく予見していたが、党首ダービー伯爵はアロー戦争反対で政府に闘争を挑むことを決定してしまった。
保守党、ピール派、急進派の賛成多数でパーマストン子爵を批判する決議が採択されると、パーマストン子爵は1857年4月に解散総選挙に打って出た。選挙は党派を超えてパーマストン子爵を支持する議員が大勝し、強硬な戦争反対派議員はほぼ全員落選した。保守党全体としては20議席ほど減らす結果となった。
あてが外れてダービー伯爵は意気消沈したという。

### 第2次ダービー伯爵内閣
この後、パーマストン子爵が殺人共謀罪をめぐる採決で敗れて総辞職したことで、1858年2月にダービー伯爵に2度目の大命があった。しかし保守党は、庶民院の総議席の3分の1程度の議席しか有していなかったので、野党が団結したら即座に倒されてしまう不安定な内閣だった。
息子のスタンリー卿（後の第15代ダービー伯爵）を植民地大臣に任じ、前パーマストン子爵内閣が鎮圧したインド大反乱後のインドの統治システムの構築に取り組んだ。女王や野党との協議の末に、インドをイギリス東インド会社統治からイギリス女王（実質的には「女王陛下の政府」）の直接統治へ移行した。
また、ユダヤ人がキリスト教徒としての宣誓を行えないがために、たとえ選挙で当選しても議場に入れない状態を解消すべく、庶民院院内総務ディズレーリとともに貴族院と庶民院でそれぞれ新しい宣誓の形を定めた。
さらに、ディズレーリの主導で選挙法改正に取り組んだ。ディズレーリは賃料価値にかかわらず男子戸主全員に選挙権を与える制度を欲していたが、保守党内の選挙権拡大慎重派を考慮して、10ポンド以上の賃料価値の住居の所有者、あるいは20ポンド以上の賃料価値の住居の間借人に選挙権を認めるとの改正を目指した。選挙権拡大に慎重なダービー伯爵はさらに10ポンド以上のコンソル公債を所持しているか、あるいは60ポンド以上の銀行預金がある者という条件も加えさせている。
1859年2月にディズレーリが庶民院に選挙法改正法案を提出したが、保守派からは選挙権を拡大しすぎると批判され、一方急進派からは選挙権拡大が手ぬるすぎると批判されて4月1日に否決された。これを受けてダービー伯爵は解散総選挙に打って出て、30議席ほど保守党の議席を上済みしたが、過半数には届かず、6月には議会で敗北を喫して総辞職する羽目となった。
この退任の際に、女王より与野党の折衝の功を労われてガーター勲章を授与された。

### 第3次内閣までの野党時代
イタリア統一戦争については、はじめイタリア・ナショナリズムに強い不信感をもっていたが、徐々に理解を示すようになり、1864年4月にはジュゼッペ・ガリバルディが主賓になっているロンドンでの晩餐会に出席して話題となった。
プロイセン王国宰相オットー・フォン・ビスマルクの策動で始まった第二次シュレースヴィヒ＝ホルシュタイン戦争については中立の立場をとるよう政府に訴えた。
1865年7月の解散総選挙に保守党の総力を挙げて臨んだダービー伯爵だったが、結局20議席を失う敗北を喫している。
1865年10月、選挙権拡大に慎重だった首相パーマストン子爵が死去し、代わってラッセル伯爵が首相となると、庶民院院内総務になったウィリアム・グラッドストンの主導で選挙法改正法案が提出されたが、保守党や自由党右派の反対で否決され、ラッセル伯爵内閣は総辞職に追い込まれた。

### 第3次ダービー伯爵内閣

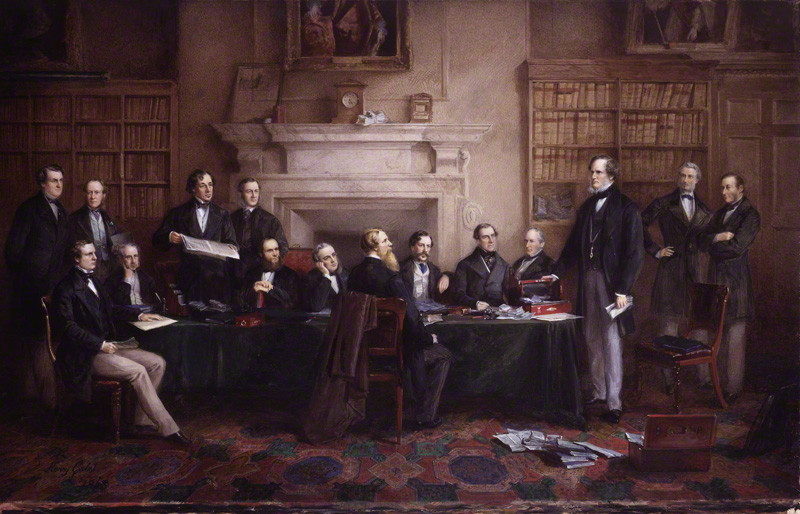
第3次ダービー伯爵内閣の閣議。右から3人目がダービー伯爵。

ラッセル伯爵内閣の総辞職を受けて、1866年6月末に女王より大命を受けた。この第3次ダービー伯爵内閣も少数与党政権であり、第1次や第2次と同様に選挙管理内閣の性質が強かった。
選挙法改正の挫折で国民の抗議デモや暴動が多発し、急進派のジョン・ブライトが国民の武装蜂起をちらつかせて政府に選挙法改正を迫ってきた。保守党内にも暴動への恐怖が広がり、早急な選挙法改正を求める声が強まった。ダービー伯爵は基本的に選挙権拡大に反対の立場だったが、ディズレーリからの説得で最終的には早急に選挙法を改正する必要性を理解した。
ディズレーリの主導で、1867年2月に選挙法改正法案が庶民院に提出された。都市選挙区については基本的に男子戸主に選挙権を認めるが、そこに様々な条件（地方税直接納税者に限る、2年以上の居住制限、借家人の選挙権は認められない、有産者は二重投票可能など）を加えることで実質的に選挙権を制限する内容だった
しかし、保守的なインド担当大臣クランボーン子爵（後のソールズベリー侯爵）、戦争大臣ジョナサン・ピール将軍、植民地大臣カーナーヴォン伯爵らは自由党が強い大都市選挙区に有利な改正になるとして反対し、ついには辞職した。
一方ディズレーリは、庶民院における主導権を自らが握るため、何としても選挙法改正法案を通す決意を固めていた。そのためジョン・ブライトら自由党急進派に譲歩を重ね、条件を次々に廃していった結果、法案は6月15日に第三読会を通過した。貴族院では激しい反発があったものの、ダービー伯爵が辞職をちらつかせて不満を抑え込んだ結果、貴族院もなんとか通過し、8月15日にヴィクトリア女王の裁可を得て法律となった。ここに第2次選挙法改正が達成された。
可決された法案は、都市選挙区については男子戸主であれば選挙権を認めていた。直接納税の条件は納税方式を直接納税のみにすることによって廃しており、2年の居住制限の条件は1年に減らされた。また年価値10ポンド以上の住居の借家人にも選挙権が認められていた。州選挙区の有権者資格については年価値12ポンド以上の土地所有者が選挙権を有することとなった。
この第2次選挙法改正によって、有権者数は100万人から200万人に増えた。法案が提案された当初は誰も予想していなかった選挙権の大幅拡大となった。ダービー伯爵にとってもディズレーリにとっても予想外の選挙権の大盤振る舞いになったが、彼らは政権維持のための代価と考えて割り切ったという。
第2次選挙法改正法案をめぐる議会での論争の際には、すでにダービー伯爵の持病の痛風は相当悪化していた。閣議もしばしばロンドン・セント・ジェームズ・スクウェア23番地にある彼の自邸で開かれるようになっていた。1867年秋にはオランダ王妃を所領の自邸ノウズリー・ホールに迎えたが、ダービー伯爵の衰弱した様子を見た王妃は「伯爵は今にも燃えつきそうです。熱っぽい目と青白い顔を見ていると身の毛がよだちます」とその印象を語っている。
1868年2月に新議会が招集されたが、ダービー伯爵はもはや議会に出席できない状態だった。彼はまだそれほどの高齢ではなかったので引退生活に入ることを渋っていたが、医者の薦めで辞意を固めた。女王もすでにディズレーリを後任にと考えていた。
1868年2月24日に女王に辞表を提出した。その際にディズレーリに大命を与えるよう助言している。

### 死去

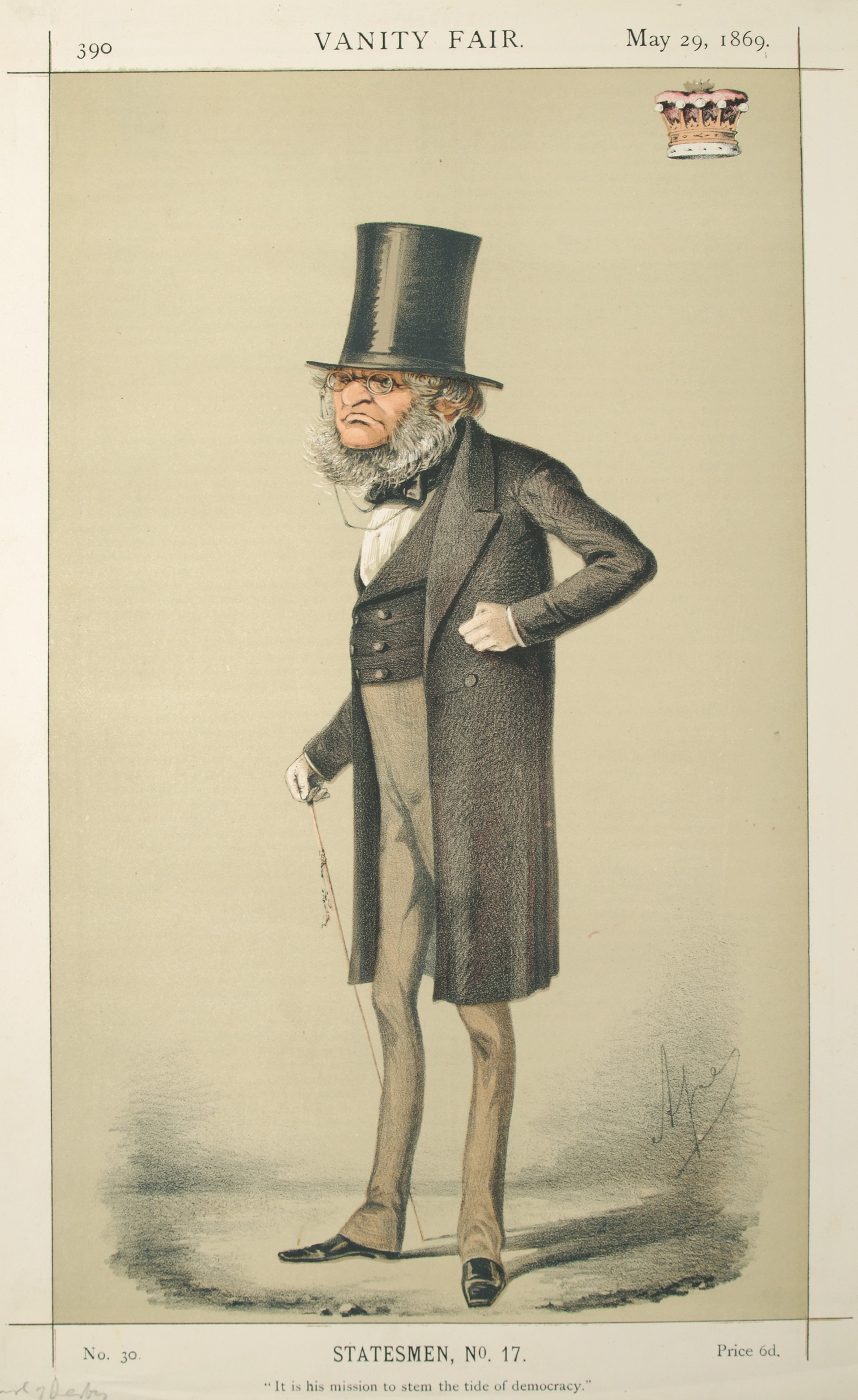
1869年5月29日の『バニティ・フェア』誌のダービー伯の似顔絵。

退任後はノウズリー・ホールで過ごすことがほとんどだったが、1869年3月には最後の力を振り絞って貴族院に出席し、自由党政権ウィリアム・グラッドストン内閣が提出したアイルランド国教会を廃止しようとする法案に反対する演説を行った（しかしこの法案は可決している）。
その後、1869年10月23日にノウズリー・ホールで死去した。ダービー伯爵位は長男エドワードが継承した。

## 人物

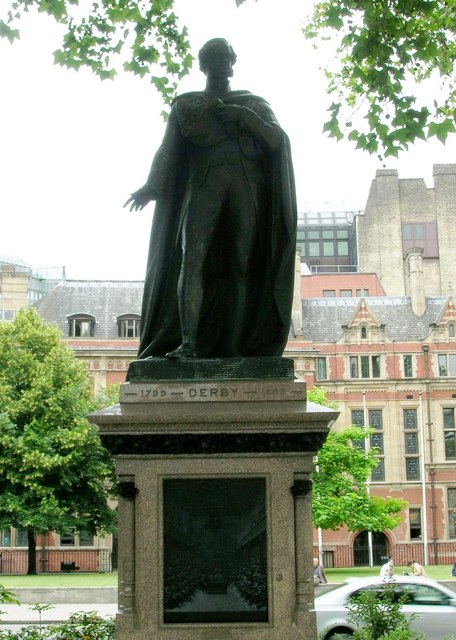
ロンドン・パーラメント・スクエアにあるダービー伯爵の銅像。

貴族主義的な人物で、民主主義を嫌っていた。彼の理想とする社会は「貴族」による寡頭政治だった。ただし彼の言う「貴族」とは爵位を持つ者だけではなく、爵位のない地主層ジェントリも含んでおり、つまり地方ジェントルマン全般のことであった。その貴族主義は徹底しており、大貴族として威張り、庶民を見下すことを好んだ。「成りあがり者のヘブライ人」ディズレーリのことも、その才能は認めていたが、好んではいなかった。
外交では孤立主義・不干渉主義を基調として、イギリスの名誉が傷付かない限り、戦争には消極的であった。
性格は激昂しやすかったという。
クラシック音楽の愛好家であり、『イーリアス』を詩歌に翻訳したこともある。
競馬を愛し、競馬界のパトロンであった。彼は競馬のダービーとオークスを創設した12代ダービー伯の孫にあたり、祖父から競馬を学んだ。調教師ジョン・スコットに所有馬を任せ、ダービーでの優勝を目指したが、ダービーでの最高記録は1858年に出走させたトキソフィライト（Toxophilite、カーバインの祖父）の2着だった。一方オークスにおいては叙爵前の1851年に所有馬アイリス (Iris)で優勝を果たしている。
公務より競馬を優先することもしばしばあり、補佐役のディズレーリは頭を抱えたという。ディズレーリは彼について「ヨーロッパ、いや世界が激変の最中にある時でも常にニューマーケットとドンカスターの味方であった」と評している。

## 栄典

### 爵位
1844年11月4日の繰上勅書により以下の爵位を継承した。
- ランカスター州におけるビッカースタッフのビッカースタッフの第2代スタンリー男爵 (2nd Baron Stanley of Bickerstaffe, of Bickerstaffe in the County of Lancaster)
(1832年12月22日の勅許状による連合王国貴族爵位)

1851年6月30日に父エドワード・スミス＝スタンリーの死により以下の爵位/準男爵位を継承した
- 第14代ダービー伯爵 (14th Earl of Derby)
(1485年10月27日の勅許状によるイングランド貴族爵位)
- (ランカスター州におけるビッカースタッフの)第8代準男爵 (8th Baronet, "of Bickerstaffe, in the County of Lancaster")
(1627年6月26日の勅許状によるイングランド準男爵位)

### 勲章
- 1859年、ガーター勲章ナイト（KG）[4]
- 1869年、聖マイケル・聖ジョージ勲章ナイト・グランド・クロス（G.C.M.G.）[4]

### その他
- 1830年、枢密顧問官（PC）[4]
- 1831年、アイルランド枢密顧問官（P.C. Ireland）[4]

## 家族
1825年に初代スケルマーズデール男爵の娘エマ・キャロライン・ブートル＝ウィルブラハム閣下（Hon. Emma Caroline Bootle-Wilbraham）と結婚。彼女との間に以下の3子を儲けた。
- 長男エドワード・ヘンリー・スタンリー（1826年 - 1893年） ： 第15代ダービー伯爵
- 次男フレデリック・アーサー・スタンリー（1841年 - 1908年） ： 第16代ダービー伯爵
- 長女エマ・シャーロット・スタンリー嬢（Lady Emma Charlotte Stanley）（? - 1928年） ：第2代タルボット伯爵の息子で大佐階級の軍人ウェリントン・パトリック・マンヴェーズ・チェットウィンド＝タルボット閣下（Colonel Hon. Sir Wellington Patrick Manvers Chetwynd-Talbot）と結婚。